# Klępie Górne
Klępie Górne – wieś w Polsce, położona w województwie świętokrzyskim, w powiecie buskim, w gminie Stopnica.
W latach 1975–1998 miejscowość administracyjnie należała do województwa kieleckiego.

## Integralne części wsi
| SIMC    | Nazwa       | Rodzaj    |
| ------- | ----------- | --------- |
| 0272490 | Czajków     | kolonia   |
| 0272508 | Miradowy    | część wsi |
| 0272514 | Nowe Klępie | część wsi |
| 0272520 | Okrąglica   | część wsi |

## Historia
Dawna wieś królewska wspominana przez Długosza w L.B. t.II s.441.
W wieku XIX opisano wsie Klępie Dolne jako prywatne i Górne jako wsie w powiecie Stopnickim gminie i parafii Stopnica.

Wieś posiadała szkołę gminną. 
Folwark Klępie posiadał rozległości gruntu mórg 508, budynków murowanych 2, drewnianych 14 i 16 mieszkańców. Stosowano w uprawie płodozmian 10 polowy.

Wieś Klępie Górne liczyła osad 44 z gruntem 232 mórg.